# Altice
Altice France Holding — французский медиаконгломерат, включающий сотового оператора SFR и ряд телерадиостанций. Зарегистрирован в Люксембурге.

## История
Компания была основана Патриком Драи в 2001 году. В период с 2002 по 2007 год были куплены несколько операторов кабельного телевидения и интернета во Франции, Португалии и Люксембурге, они были объединены под брендом Numericable. В 2009 году была куплена доля в израильской телекоммуникационной компании «Хот», в 2011 году она была поглощена. В 2013 году у Orange был куплен сотовый оператор в Доминиканской Республике. В январе 2014 года акции Altice были размещены на бирже Euronext Amsterdam, что принесло 1,3 млрд евро. В марте 2014 года за 13,5 млрд евро у Vivendi был куплен сотовый оператор SFR. В ноябре 2014 года был куплен виртуальный мобильный оператор Virgin Mobile France. В июне 2015 года за 7,4 млрд евро был куплен португальский оператор связи Portugal Telecom.
В 2015 году был куплен американский оператор кабельного телевидения Suddenlink Communications. В следующем году был куплен ещё один кабельный оператор, Cablevision, он был объединён с Suddenlink в дочернюю компанию Altice USA. В 2017 году акции Altice USA были размещены на Нью-Йоркской фондовой бирже. В 2018 году Altice USA стала самостоятельной компаний, а оставшаяся часть активов была названа Altice Europe; Патрик Драи остался крупнейшим акционером обеих компаний.
В январе 2021 года Патрик Драи выкупил все акции компании Altice Europe. После этого зарегистрированная в Нидерландах Altice Europe была ликвидирована, её активы разделили две новые компании, зарегистрированные в Люксембурге — Altice France Holding (деятельность во Франции) и Altice International (деятельность в Португалии, Израиле, Доминиканской Республике, а также рекламное агентство Teads).
В июле 2023 года португальский бизнесмен Арманду Перейра (Armando Pereira), вошедший в менеджмент компании в 2003 году, был арестован по обвинению в коррупции, уклонению от уплаты налогов и отмыванию денег.
В марте 2024 года дочерняя компания Altice Média была продана за 1,55 млрд евро судоходной компании CMA CGM.

## Собственники и руководство
Владельцем компании является Патрик Драи.

## Деятельность
Подразделения по состоянию на 2023 год:
- розничная фиксированная связь — услуги кабельного телевидения и интернета, 23 % выручки;
- розничная мобильная связь — мобильная связь под брендом SFR, 34 % выручки;
- бизнес-услуги — услуги связи компаниям, сдача в аренду своих кабельных и сотовых сетей другим операторам связи, прокладка волоконно-оптических кабелей, 31 % выручки;
- продажа оборудования — продажа мобильных телефонов и телекоммуникационного оборудования, 9 % выручки;
- масс-медиа — дочерняя компания Altice Média[англ.] (NextRadioTV), включающая телерадиосети BFM TV[англ.], RMC Sport, BFM Business[англ.], BFM Paris, RMC, RMC Découverte[англ.] и другие, 3 % выручки.

SFR имеет собственную сеть базовых станций, однако в малонаселённых регионах с 2014 года используется сеть, общая с Bouygues Telecom.